# Maverick Arms
Les fusils de chasse de la Maverick Arms Company sont fabriqués à Eagle Pass (Texas). Cette filiale de la firme O.F. Mossberg & Sons, fondée en 1989, utilise des pièces détachées venant du Mexique. Ainsi ses armes constitue la gamme économique de  Mossberg.

## Sources
- R.D. Jones & A. White, Jane's Guns Recognition Guide, 5th Edition, HarperCollins,  2008.